# Орешець (Смолянська область)
О́решець (болг. Орешец) — село в Смолянській області Болгарії. Входить до складу общини Смолян.

## Населення
За даними перепису населення 2011 року у селі проживала 51 особа, усі — болгари.
Розподіл населення за віком у 2011 році:
Динаміка населення: